# Tomasz Markiewicz
Tomasz Markiewicz (ur. 22 grudnia 1972 w Siedlcach) – polski dziennikarz muzyczny, wokalista, konferansjer, autor tekstów piosenek.

## Życiorys
Jest dziennikarzem „Tygodnika Siedleckiego“. Publikował również na stronie muzycznej „Super Expressu“, w tygodniku „TIM“ oraz w miesięczniku „Cogito“. Przez 8 lat prowadził programy rozrywkowe w TV Siedlce. 
Działalność muzyczną rozpoczął w 1991 r. od nagrania piosenki Wspomnienie zeszłego lata, (muz. Marcin Kiljan).
W 1993 r. założył w Siedlcach zespół Silver Points.  Piosenka Nowe szaty cesarza przez kilka tygodni zajmowała I miejsce Listy Bez Prądu Radia dla Ciebie. Zespół wystąpił też na żywo w „Rocknocy“ w programie 2 TVP.
W grudniu 2009 roku nakładem Stowarzyszenia Promocji Mistrzów „Masters Promotion“ ukazała się jego książka Gwiazdozbiór.